# Galaxy Express 999 (фильм)
Галактический экспресс 999 (яп. 銀河鉄道９９９) — полнометражный аниме-фильм Ринтаро. Анимацией занималась студия Toei Animation, дистрибьютором фильма выступила компания Toei. Этот мультфильм стал кассовым фильмом за 1979 год в японском прокате

## Сюжет
В недалёком будущем эволюция технологий позволила создать межзвездную железнодорожную сеть, которая соединяет все основные цивилизованные планеты, и механизацию человеческого тела, позволившую человеку реализовать древнюю мечту о бессмертии. Все это, однако, доступно только богатым людям: бедные не могут позволить себе механическое тело или способность эмигрировать на другие планеты, чтобы испытать удачу, из-за непомерно высоких цен на билеты на космический поезд, и поэтому вынуждены жить в нём.
Тэцуро Хосино — сирота, который живёт в низинах Мегаполиса, столице футуристической столицы Земли. Он хочет отправиться на планету Андромеды, где, как ему известно, можно получить механическое тело бесплатно и стать бессмертным, тогда он сможет отомстить за смерть своей матери, убитой жестоким графом Мехой. С помощью нескольких друзей Тэцуро крадет билет на борт Галактического экспресса 999, поезда, который курсирует между Землей и Андромедой, но вынужден убежать, чтобы не оказаться пойманным полицией. В конце побега по улицам Мегаполиса Тэцуро теряет украденный билет и, измученный, падает без сознания в руки загадочной девушки с длинными светлыми волосами, похожей на его покойную мать.
Девушка забирает Тэцуро в гостиницу, и, с помощью устройства, которое позволяет видеть сны, она узнает о причинах, побудивших его украсть билет. Очнувшись, Тэцуро знакомится со своей спасительницей, которая представляется как Мэтэл. Мэтэл отдаёт Тэцуро кулон с фотографией его матери, который он потерял во время побега, и предлагает ему бесплатный билет на 999 в обмен на его компанию во время поездки; Тэцуро с энтузиазмом принимает предложение, и в ту же ночь они поднимаются на галактический экспресс.
Первой остановкой поезда является Титан, спутник Сатурна. На станции Мэтэл похищена группой разбойников, а Тэцуро поражен выстрелом и теряет сознание. Очнувшись в доме пожилой женщины, мальчик решает спасти Мэтэл. Женщина объясняет, что его подруга находится в плену в Виноградной Долине и дает ему пистолет и одежду, принадлежащую её сыну Тосиро Ояма, чтобы помочь ему в этом деле. Прибыв в пункт назначения, Тэцуро спасает ребёнка от механического человека и знакомится с Антаресом, лидером группы Виноградной Долины. Антарес, пораженный жестом Тэцуро, ведет его в гигантскую пещеру, которую он использует в качестве базы и убежища для всех детей, потерявших семью из-за графа Мехи. Антарес напал на Мэтэл, потому что решил, что она — механическое существо. Узнав, что и Тэцуро, и Мэтэл являются людьми, и что цель Тэцуро — уничтожить Графа Меху, Антарес отпускает двоих с ценной информацией: граф Меха находится во дворце, известном как «Замок Времени», но только пиратская королева Эмеральдас знает, где он.
Следующая остановка экспресса — планета Плутон на границах Солнечной системы. Тэцуро обнаруживает недалеко от станции своеобразное гигантское кладбище, где похоронены во льду тела всех тех, кто предпочел от них отказаться, чтобы стать механическим существом (туда же идет и Мэтэл). Мальчик также встречает Безликую Тень, механического хранителя кладбища, которая с горечью сожалеет о том, что отказалась от своего человеческого тела. Тень, в отчаянии от одиночества, пытается забрать Тэцуро с собой, но вмешательство Мэтэл, которая резко критикует женщину-механизм, спасает ситуацию. Тэцуро и Мэтэл уходят, но встреча с Тенью глубоко тронула мальчика, и он начинает сомневаться в том, что желанное им бессмертие сделает его счастливым.
Во время дальнейшей поездки экспресс встречает пиратский корабль, и Тэцуро знакомится с Эмеральдас. Она сообщает ему, что Замок Времени вскоре появится на торговой развилке, которая является следующей остановкой экспресса. На торговой развилке Тэцуро встречает Тосиро Ояму, который сообщает ему, где и во сколько появится Замок Времени. Бесконечные путешествия подточили здоровье Тосиро и он вскоре умирает, но перед смертью просит Тэцуро нажать на рубильник, который перенесёт его сознание в его корабль. Тэцуро выполняет просьбу, и затем хоронит тело Тосиро. Приспешники графа Мехи находят Тэцуро и отбирают его пистолет, но тут появляется капитан Харлок, известный пират и кумир Тэцуро. Он помогает Тэцуро избавиться от механизмов.
В Замке Времени Тэцуро наконец встречает графа, а Антарес оказывается рядом и жертвует собой, чтобы помочь Тэцуро убить Меху. Жена графа предаёт его и также способствует убийству, хотя сама погибает вместе с ним. Замок времени рассыпается в прах. Тэцуро осознаёт, что механические тела противоестесственны, и желает уничтожить Андромеду.
Финальной остановкой на этот раз становится планета под название Мэтэл. В отличие от сериала, Мэтэл, как и Великая Андромеда, тоже является искусственной планетой, но представляет собой множество пластин, скреплённых маленькими болтиками. Вот в такой болтик и собираются превратить Тэцуро вместо механического тела (сюжет на этот раз подразумевает, что заманенных на планету превращают в детали, которые скрепляют внутренности планеты, а людей с чистыми, как у Тэцуро, сердцами, используют в самых важных механизмах планеты). Как и в сериале, кулон отца Мэтэл падает в сердцевину планеты и та, вместе с Королевой Промесюм, уничтожается. Во время бегства Тэцуро узнаёт, что Мэтэл так похожа на его мать, потому что это её разум помещён в тело его матери. Далее Мэтэл на Экспрессе отвозит Тэцуро обратно на Землю, где сообщает, что решила вернуть себе своё изначальное тело и, после прощального поцелуя, говорит, что она в будущем снова появится рядом с ним, но он может её и не узнать. Она садится обратно в поезд и уезжает.

## В ролях
- Тэцуро Хосино: Масако Нозава
- Мэтэл: Масако Икеда
- Клэйр: Ёко Асагами
- Проводник: Кента Кимоцуки
- Капитан Харлок: Макио Иноуэ
- Королева Эмеральдас: Рейко Тадзима
- Тосиро Ояма: Такаси Тояма
- Шейдоу: Фудзита Хуатулсо
- Мать Тэцуро: Акико Цубой
- Доктор Пан: Горо Ная

## Отличие от аниме-сериала
Эта версия интересна двумя особенностями: Тэцуро по возрасту старше, чем в сериале и манге (и его отношения с Мэтэл вышли чуть более интимными), а сама премьера состоялась ещё до того, как сам сериал и манга были закончены (премьера состоялась в промежутке между 42-м и 43-м эпизодами), что намекает на то, что финал истории у Мацумото был продуман заранее. Сюжет в большинстве полностью альтернативен и сжат вдвое. Путешествие Тэцуро занимает всего четыре планеты (в оригинальном сюжете их около сотни). Тем не менее, в сюжете появляются многие популярные персонажи из манги и сериала.

## Музыка
Лейтмотивом киноверсии является одноимённая (песня так и называется «Галактический экспресс 999», но её название произносится по-английски «Галакси Экспресс Фри Найн») песня группы «Godiego» (песня была записана на японском и на английском).